# Bagerhat (Distrikt)
Bagerhat (Bengalisch: বাগেরহাট জেলা, Bagerhat Jelā; Englisch: Bagerhat District) ist ein Verwaltungsdistrikt im zentralen Bangladesch, der innerhalb der Division Khulna, der übergeordneten Verwaltungseinheit, liegt. Die im Hauptstadt des Distrikts bildet die gleichnamige Stadt Bagerhat.

## Geografie
Der 3959,06 km² große Distrikt grenzt im Norden an die Distrikte Gopalganj und Narail, im Süden an den Golf von Bengalen im Osten an die Distrikte Pirojpur und Barguna und im Westen an den Distrikt Khulna.

### Klima
Die mittleren monatlichen Temperaturen schwanken zwischen 22,0 °C im Januar und 34,1 °C im Mai. Die durchschnittliche jährliche Regenmenge beträgt 738 mm und die durchschnittliche Luftfeuchtigkeit beträgt über 60 %. In den Monaten von Dezember bis März fällt wenig Regen. Juni bis September sind die Monate mit dem meisten Regen.

## Geschichte
Im Mittelalter war es Teil verschiedener kleiner Königreiche, die teils buddhistisch, teils hinduistisch geprägt waren. Zuerst war es Teil des Königreichs Kamarupa, dann ab 750 des Königreichs Pala und ab 1120 Teil des Sena-Reichs. Vom 12. Jahrhundert an versuchten muslimische Armeen die Gegend zu erobern, was zwischen 1204 und 1303 gelang. Es gehörte zuerst zum Sultanat von Delhi, später zum Sultanat von Bengalen und danach zum Mogulreich. Ab 1765 gehörte es zu Britisch-Indien und seit 1874 zur Khulna-Division. Der Verwaltungseinheit Bagerhat entstand 1842 als Thana und wurde bereits 1863 zum Upazila (Unterbezirk). Von 1947 bis 1971 war der Distrikt Teil von Ost-Pakistan in der Republik Pakistan. Am 23. Februar 1984 entstand der Distrikt in seinem heutigen Umfang.

## Bevölkerung

### Bevölkerungsentwicklung
Wie überall in Bangladesch wuchs die Einwohnerzahl im Distrikt während Jahrzehnten stark an. Zwischen 2001 und 2011 kam es zu einem Bevölkerungsrückgang.

### Altersstruktur
Wie überall in Bangladesch ist die Bevölkerung im Durchschnitt sehr jung. Das Durchschnittsalter lag bei der letzten Volkszählung 2011 bei 24,97 Jahren bei steigender Tendenz.
Bei der Volkszählung im Jahr 2011 ergab sich folgende Altersstruktur:
| Alter                                         | 0–9 Jahre | 10–19 Jahre | 20–29 Jahre | 30–39 Jahre | 40–49 Jahre | 50–59 Jahre | 60–69 Jahre | 70–79 Jahre | 80 Jahre und mehr |
| Anzahl                                        | 302.569   | 293.520     | 244.666     | 215.407     | 171.364     | 107.229     | 77.833      | 42.528      | 20.974            |
| Anteil                                        | 20,50 %   | 19,88 %     | 16,58 %     | 14,59 %     | 11,60 %     | 7,26 %      | 5,27 %      | 2,88 %      | 1,42 %            |
| Quelle: Zila Bagerhat, Tabelle P14, Seite 364 |           |             |             |             |             |             |             |             |                   |

### Bedeutende Orte
Einwohnerstärkste Ortschaft innerhalb des Distrikts ist der Distriktshauptort Bagerhat. Weitere Städte (Towns) sind Mongla Port und Morrelganj. Mit Fakirhat, Mollahat und Sarankhola gibt es noch drei weitere Orte ohne Stadtrecht mit jeweils mehr als 10000 Einwohnern. Die städtische Bevölkerung macht nur 13,23 Prozent der gesamten Bevölkerung aus. Die Orte haben folgende Einwohnerzahlen:

### Bevölkerung des Distrikts nach Geschlecht
Wie in vielen Teilen Bangladeschs war der Anteil der weiblichen Bevölkerung niedriger als die Anzahl männlicher Bewohner. Allerdings war die Verteilung der Geschlechter deutlich ausgeglichener als in anderen Teilen Südasiens. Neuerdings überwiegt sogar der Anteil der weiblichen Bevölkerung.
| Verteilung der Bevölkerung nach Geschlecht im Distrikt Bagerhat                      |                   |                   |                   |                   |                   |                   |                   |                   |                   |                   |
|                                                                                      | Volkszählung 1974 | Volkszählung 1974 | Volkszählung 1981 | Volkszählung 1981 | Volkszählung 1991 | Volkszählung 1991 | Volkszählung 2001 | Volkszählung 2001 | Volkszählung 2011 | Volkszählung 2011 |
| Anzahl                                                                               | Anteil            | Anzahl            | Anteil            | Anzahl            | Anteil            | Anzahl            | Anteil            | Anzahl            | Anteil            |                   |
| GESAMT                                                                               | 1.027.260         | 100 %             | 1.203.551         | 100 %             | 1.431.332         | 100 %             | 1.549.031         | 100 %             | 1.476.090         | 100 %             |
| Männer                                                                               | 528.833           | 51,48 %           | 618.920           | 51,42 %           | 732.710           | 51,19 %           | 804.143           | 51,91 %           | 740.138           | 50,14 %           |
| Frauen                                                                               | 498.327           | 48,52 %           | 584.631           | 48,58 %           | 698.622           | 48,81 %           | 744.888           | 48,09 %           | 735.952           | 49,86 %           |
| Quelle: Zila Bagerhat bei der Volkszählung 2011, Tabelle PT-02, Seite 18 + Korrektur |                   |                   |                   |                   |                   |                   |                   |                   |                   |                   |

### Volksgruppen
Die Bevölkerung ist ethnisch sehr einheitlich. Nur 3327 Menschen (0,23 % der Bevölkerung) gehören nicht dem Volk der Bengalen an. Darunter sind 657 Barman.

### Religion
Bis ins frühe Mittelalter war die Bevölkerung mehrheitlich buddhistisch. Doch bereits vor tausend Jahren gab es auch zahlreiche Hindus. Mit der muslimischen Eroberung der Region im Jahr 1303 verschwand der Buddhismus fast ganz und viele kastenlose Hindus traten ebenfalls im Verlauf der nächsten Jahrhunderte zum Islam über.
Aufgrund der hohen Geburtenrate und der Abwanderung von Hindus wächst der Anteil der Muslime ständig. Dennoch gibt es in verschiedenen Upazilas noch bedeutende hinduistische Minderheiten. So beträgt der Anteil der Hindus im Upazila Chitalmari 33,14 Prozent, im Upazila Fakirhat 23,68 Prozent, im Upazila Mongla 21,54 Prozent und im Upazila Rampal 20,17 Prozent.
| Jahr | Buddhisten | Buddhisten | Christen | Christen | Hindus  | Hindus  | Muslime   | Muslime | Andere | Andere | Gesamt    | Gesamt   |
| Jahr | Zahl       | Anteil     | Zahl     | Anteil   | Zahl    | Anteil  | Zahl      | Anteil  | Zahl   | Anteil | Zahl      | Anteil   |
| --- | ---------- | ---------- | -------- | -------- | ------- | ------- | --------- | ------- | ------ | ------ | --------- | -------- |
| 1981 | 169        | 0,01 %     | 4740     | 0,39 %   | 332.385 | 27,62 % | 865.471   | 71,91 % | 787    | 0,07 % | 1.203.551 | 100,00 % |
| 1991 | 234        | 0,02 %     | 6023     | 0,42 %   | 315.720 | 22,06 % | 1.108.673 | 77,46 % | 682    | 0,05 % | 1.431.332 | 100,00 % |
| 2001 | 54         | 0,01 %     | 6261     | 0,40 %   | 304.427 | 19,65 % | 1.237.862 | 79,91 % | 427    | 0,03 % | 1.549.031 | 100,00 % |
| 2011 | 43         | 0,00 %     | 6115     | 0,42 %   | 270.874 | 18,35 % | 1.198.593 | 81,20 % | 465    | 0,03 % | 1.476.090 | 100,00 % |
| Quelle: Ergebnisse der Volkszählungen; Zila Bagerhat, PT-14, Seite 22; Bagerhat, Tabelle 2.05, Seite 18 |            |            |          |          |         |         |           |         |        |        |           |          |

### Verteilung Stadt und Landbevölkerung
Bagerhat gehört zu den stark ländlich geprägten Distrikten innerhalb des Landes. Die Verteilung:
| Stadt- und Landbevölkerung im Distrikt Bagerhat                          |                   |                   |                   |                   |                   |                   |                   |                   |                   |                   |
|                                                                          | Volkszählung 1974 | Volkszählung 1974 | Volkszählung 1981 | Volkszählung 1981 | Volkszählung 1991 | Volkszählung 1991 | Volkszählung 2001 | Volkszählung 2001 | Volkszählung 2011 | Volkszählung 2011 |
| Anzahl                                                                   | Anteil            | Anzahl            | Anteil            | Anzahl            | Anteil            | Anzahl            | Anteil            | Anzahl            | Anteil            |                   |
| GESAMT                                                                   | 1.027.260         | 100 %             | 1.203.551         | 100 %             | 1.431.332         | 100 %             | 1.549.031         | 100 %             | 1.476.090         | 100 %             |
| STADT                                                                    | 42.502            | 4,14 %            | 134.514           | 11,18 %           | 189.415           | 13,23 %           | 206.554           | 13,33 %           | 195.331           | 13,23 %           |
| LAND                                                                     | 984.658           | 95,86 %           | 1.069.037         | 88,82 %           | 1.241.917         | 86,77 %           | 1.342.477         | 86,67 %           | 1.280.759         | 86,77 %           |
| Quelle: Zila Bagerhat bei der Volkszählung 2011, Tabelle PT-01, Seite 17 |                   |                   |                   |                   |                   |                   |                   |                   |                   |                   |

## Bildung
Es gibt rund 40 Colleges im Distrikt. Von diesen sind nur zwei Öffentliche Schulen. Zum staatlichen Bildungswesen gehören noch die Primarschulen und Sekundarschulen. Daneben gibt es Privatschulen und wenige Religionsschulen (Medressen).
Dennoch befindet sich der Bildungsstand auf tiefem Niveau. Nur 68,33 Prozent der 5-9-Jährigen und 86,17 Prozent der 10-14-Jährigen besuchten (2011) die Schule. Die Einschulungsrate der Mädchen liegt über derjenigen der Jungen.
Am Ende der Kolonialzeit bestand fast die gesamte Bevölkerung aus Analphabeten. Dies änderte sich in der Zeit als das Gebiet Teil von Ost-Pakistan war, nur wenig. Trotz bedeutender Anstrengungen ist das Ziel der vollständigen Alphabetisierung noch weit entfernt. Dazu kommen gewaltige Unterschiede. Die Alphabetisierung ist bei Männern in den Städten deutlich höher als bei Frauen auf dem Land. Doch sind die Unterschiede zwischen den Geschlechtern sowie stadt und Land geringer als in den meisten Regionen des Landes. Die Entwicklung zeigt folgende Tabelle:
| Alphabetisierung im Distrikt Bagerhat                                                         |                   |                   |                   |                   |
| Einheit                                                                                       | Volkszählung 1991 | Volkszählung 2001 | Volkszählung 2011 | Volkszählung 2011 |
| Einheit                                                                                       | Anteil            | Anteil            | Anzahl            | Anteil            |
| GESAMT                                                                                        | 44,33 %           | 58,73 %           | 752.932           | 58,98 %           |
| Männer                                                                                        | 49,54 %           | 60,82 %           | 382.688           | 59,97 %           |
| Frauen                                                                                        | 38,86 %           | 56,49 %           | 370.244           | 57,99 %           |
| STADT GESAMT                                                                                  | 53,40 %           | 63,63 %           | 115.324           | 67,63 %           |
| Stadt-Männer                                                                                  | 58,87 %           | 66,23 %           | 59.401            | 68,58 %           |
| Stadt-Frauen                                                                                  | 46,75 %           | 60,68 %           | 55.923            | 66,64 %           |
| LAND GESAMT                                                                                   | 42,94 %           | 57,97 %           | 637.608           | 57,65 %           |
| Land-Männer                                                                                   | 47,99 %           | 59,95 %           | 323.287           | 58,62 %           |
| Land-Frauen                                                                                   | 37,74 %           | 55,85 %           | 314.321           | 56,68 %           |
| Quelle: Zila Bagerhat bei der Volkszählung 2011, Tabellen PT-15, Seite 23 und P-07, Seite 191 |                   |                   |                   |                   |

## Verwaltung
Der Distrikt Bagerhat ist in neun so genannte Upazilas unterteilt: Bagerhat Sadar, Chitalmari, Fakirhat, Kachua, Mollahat, Mongla Port, Morrelganj, Rampal und Sarankhola. Innerhalb dieser Verwaltungsunterteilung gibt es drei selbstverwaltende Städte (municipality), 75 Union Parishads (Dorfräte) und 1031 Dörfer.

## Wirtschaft
Von den Erwerbstätigen arbeitet die Mehrheit in der Landwirtschaft. Insgesamt gibt es (2011) 1.173.521 Personen, die älter als 10 Jahre alt sind. Von diesen sind 330.953 Personen in der Schule oder nicht erwerbstätig, 15.280 Menschen auf Arbeitssuche und 403.250 Menschen arbeiten in einem Haushalt. 424.028 Personen sind in einer bezahlten Erwerbstätigkeit. Davon arbeiten 237.527 (=73,5 Prozent) Personen in Landwirtschaft und Fischerei, 23.092 in der Industrie und 163.419 Menschen im Bereich Dienstleistungen.